# Basic Timestamp Ordering
Basic Timestamp Ordering (BTO) ist ein Algorithmus zur Synchronisierung verteilter Systeme.
Der Algorithmus stellt sicher, dass Transaktionen, die in verschiedenen parallel laufenden Komponenten erzeugt werden, einander nicht „überholen“. Dazu ist es nicht notwendig, die tatsächliche Uhrzeit zu kennen; eine logische Uhr (beispielsweise eine Lamport-Uhr) reicht aus, um eindeutige Zeitstempel zu erzeugen, die den verteilten Transaktionen zugewiesen werden. Die einzelnen transaktionsverarbeitenden Komponenten, Data Manager genannt, prüfen dann für jede eingehende Transaktion, ob ihr Zeitstempel größer ist, als der aller bis dahin verarbeiteten Transaktionen. Falls dies nicht der Fall ist, also bereits eine Transaktion verarbeitet wurde, die nach der jetzt empfangenen erzeugt wurde, wird die Transaktion zurückgewiesen.